# Kopiëren
Kopiëren is het maken van een duplicaat van een origineel. (Reproduceren is een aanverwant, maar breder begrip dat tevens het geheel 'opnieuw hercreëren' omvat.)

## Toepassingen

### Analoog
Analoog kunnen reproducties worden gemaakt met grafisch materieel zoals de drukpersen, stencilmachine of handmatig met carbonpapier. 
Een kopie kan met fotokopiëren worden gemaakt op een fotokopieerapparaat.

### Elektronica
In de digitale elektronica zijn alle kopieën identiek; er vindt geen kwaliteitsverlies plaats. Dit heeft voor- en nadelen. Het voordeel is dat gegevens nauwkeurig gehandhaafd kunnen blijven. Het nadeel is dat iemand auteursrechtelijk beschermd materiaal kan dupliceren en verspreiden zonder dat dit blijkt uit de kwaliteit. Soms kunnen metagegevens in een bestand tonen wat het origineel is.
Kopiëren en plakken kan met de computer of op mobiele apparatuur. De codes voor het digitaal kopiëren in toepassingsprogramma's zijn voor Apple MacIntosh de toetscombinaties cmd+c (kopiëren) en cmd+v (plaatsen), en voor Microsoft-computers ctrl+c (kopiëren) en ctrl+v (plaatsen).
Met de opkomende digitalisering werd het fotokopieerapparaat vervangen door het digitale kopieerapparaat en nog weer later door all-in-one-apparatuur, ook wel scanner-printer-copier geheten.

## Juridische betekenis
Het begrip kopiëren heeft een bijzondere betekenis in bepaalde onderdelen van de wet. Zo zijn er in de intellectuele eigendomswet situaties omschreven waarin kopiëren niet is toegestaan. Een zo getrouw mogelijke nabootsing van een grafisch kunstwerk wordt een reproductie genoemd. Een doel hiervan kan vermenigvuldiging zijn.